# Episodi di The United States Steel Hour (sesta stagione)
La sesta stagione della serie televisiva The United States Steel Hour è andata in onda negli Stati Uniti dal 10 settembre 1958 al 26 agosto 1959 sulla CBS.
| nº | Titolo originale                  | Prima TV USA      |
| -- | --------------------------------- | ----------------- |
| 1  | The Wound Within                  | 10 settembre 1958 |
| 2  | Death Minus One                   | 24 settembre 1958 |
| 3  | Mid-Summer                        | 8 ottobre 1958    |
| 4  | Secret in the Family              | 22 ottobre 1958   |
| 5  | Second Chance                     | 5 novembre 1958   |
| 6  | This Day in Fear                  | 19 novembre 1958  |
| 7  | The Enemies                       | 3 dicembre 1958   |
| 8  | One Red Rose for Christmas        | 17 dicembre 1958  |
| 9  | Goodbye... But It Doesn't Go Away | 31 dicembre 1958  |
| 10 | Dangerous Episode                 | 14 gennaio 1959   |
| 11 | Family Happiness                  | 11 febbraio 1959  |
| 12 | Trap for a Stranger               | 25 febbraio 1959  |
| 13 | The Square Egghead                | 11 marzo 1959     |
| 14 | Night of Betrayal                 | 25 marzo 1959     |
| 15 | Trouble-in-Law                    | 8 aprile 1959     |
| 16 | Little Tin God                    | 22 aprile 1959    |
| 17 | The Wayward Widow                 | 6 maggio 1959     |
| 18 | Call It a Day                     | 20 maggio 1959    |
| 19 | Whisper of Evil                   | 3 giugno 1959     |
| 20 | No Leave for the Captain          | 17 giugno 1959    |
| 21 | Apple of His Eye                  | 1º luglio 1959    |
| 22 | The Pink Burro                    | 15 luglio 1959    |
| 23 | Wish on the Moon                  | 29 luglio 1959    |
| 24 | Seed of Guilt                     | 12 agosto 1959    |
| 25 | A Taste of Champagne              | 26 agosto 1959    |

## The Wound Within
- Prima televisiva: 10 settembre 1958

### Trama
- Interpreti: Frank Conroy (dottor Grebe), Joan Croydon (infermiera), Farley Granger (dottor Sigmund Freud), John F. Hamilton (Hansi), Betty Miller (Mrs. Trost), Frederick Rolf (dottor Breuer), Mary Sinclair (Martha)

## Death Minus One
- Prima televisiva: 24 settembre 1958

### Trama
- Interpreti: Bryan Herbert (News Vendor), Beverly Lunsford (Sylvia), Donald Moffat (capitano Stolner), Meg Mundy (Rita Falmouth), Alexander Scourby (sergente), Carson Woods (Bud)

## Mid-Summer
- Prima televisiva: 8 ottobre 1958

### Trama
- Interpreti: Barbara Bel Geddes (Lily Barton), Jackie Cooper (Val Barton)

## Secret in the Family
- Prima televisiva: 22 ottobre 1958

### Trama
- Interpreti: Edward Andrews, Faye Emerson (Hazel Curtis), Marjorie Gateson

## Second Chance
- Prima televisiva: 5 novembre 1958

### Trama
- Interpreti: Melvyn Douglas (dottor Victor Payson), Henderson Forsythe (dottor Bill Ward), Marjorie Gateson (Millie), Frances Heflin (Grace Ward), Kimetha Laurie (Janice Payson), Meg Mundy (Edith Collins), Nancy Olson (Joyce Richmond), Martin Rudy (Roger Collins)

## This Day in Fear
- Prima televisiva: 19 novembre 1958

### Trama
- Interpreti: Philip Bourneuf (ispettore Dougherty), Geraldine Brooks (Betty Coogan), William Harrigan (padre Magner), Donald Moffat (Younger Detective), Barry Morse (Older Detective), Barry Sullivan (Jerry Coogan)

## The Enemies
- Prima televisiva: 3 dicembre 1958
- Soggetto di: Stephen Vincent Benet

### Trama
- Interpreti: Ed Begley (giudice McCord), Bramwell Fletcher (Putnam Bayne), Chris Gampel (Ned Delahanty), Arthur Hill (Putnam Bayne Jr.), Betsy Palmer (Honoria McCord)

## One Red Rose for Christmas
- Prima televisiva: 17 dicembre 1958

### Trama
- Interpreti: Martine Bartlett (Miss Fraser), Clarice Blackburn (Miss Tedder), Patty Duke (Kathy), Helen Hayes (Mother Seraphim), Ruth McDevitt (Suster Augustine), Joseph Sweeney (prete), Ruth White (Sorella St. Anne)

## Goodbye... But It Doesn't Go Away
- Prima televisiva: 31 dicembre 1958

### Trama
- Interpreti: Neville Brand (Harry Steuben), Jeff Donnell, Inga Swenson (Vera Steuben)

## Dangerous Episode
- Prima televisiva: 14 gennaio 1959

### Trama
- Interpreti: Peter Donat (dottor Charles Selby), Norah Howard (Harriet Johnson), Viveca Lindfors (Mary Lawrence), Patrick Macnee (Gilbert Farleigh), Torin Thatcher (Nicholas Carter)

## Family Happiness
- Prima televisiva: 11 febbraio 1959

### Trama
- Interpreti: Frieda Altman (Tatanya Semenovna), Florence Anglin (amica di Tatanya), Jean-Pierre Aumont (Sergey Mikhaylich), Patty Duke (Sonya Alexandrovna), Marcel Hillaire (Hairdresser), Doreen Lang (Katya Ivanovna), Jane Lillig (amica di Tatanya), Dorothy Sands (amico di Tatanya), Gloria Vanderbilt (Marya Alexandrovna)

## Trap for a Stranger
- Prima televisiva: 25 febbraio 1959

### Trama
- Interpreti: Clint Kimbrough (Elroy Hubbard), George C. Scott (Marshal Gulliver), Dick Van Dyke (Justin Grey), Teresa Wright (Allie Gulliver)

## The Square Egghead
- Prima televisiva: 11 marzo 1959

### Trama
- Interpreti: Roxanne Arlen (Gladys Grey), Heywood Hale Broun (Joe Pilver), Tom Ewell (Barney Henderson), Robert Lansing (Norman Goodhue), June Lockhart (Edith Sealey), Fred J. Scollay (Carl Bower), Norman Shelly (Sam Forbes), Truman Smith (professore Tillinghast)

## Night of Betrayal
- Prima televisiva: 25 marzo 1959

### Trama
- Interpreti: Melville Cooper (padre Gustave), Vincent Gardenia (Jacques), Victor Jory (Fernand), Carol Lawrence (Gabrielle), Roddy McDowall (Michel), Paul Stevens (Albert)

## Trouble-in-Law
- Prima televisiva: 8 aprile 1959

### Trama
- Interpreti: Frank Aletter (Mr. Arnold), Peggy Allenby (Customer), Gertrude Berg (May Golden), Betty Garde (Mrs. Flynn), Al Hodge (Customer), Al Lewis (Paul Gordon), John McGiver (Mr. Arnold), Rossana San Marco (Mrs. Donato), Betsy von Furstenberg (Mimi), Ben Yaffee (Mr. Corey)

## Little Tin God
- Prima televisiva: 22 aprile 1959

### Trama
- Interpreti: Richard Boone (Stan Koski), Jeff Donnell (Sadie Merrick), Gene Hackman (Joey Carlton), Paul McGrath (dottor O'Neill), Sid Raymond (Isidore Feldman), Fritz Weaver (Carl Schard)

## The Wayward Widow
- Prima televisiva: 6 maggio 1959

### Trama
- Interpreti: Helena de Crespo (Martha), Richard Greene (Mr. Stockdale), Ruth McDevitt (Mrs. Simpkins), Barry Morse (Latimore), Betsy Palmer (Mrs. Lizzie Newberry), Roy Poole (Owlett)

## Call It a Day
- Prima televisiva: 20 maggio 1959

### Trama
- Interpreti: Edward Andrews (Roger Hilton), Zina Bethune (Ann Hilton), Augusta Dabney (Muriel Weston), Faye Emerson (Dorothy Hilton), Nancy Kovack (Julie Gwynne), Barbara Lord (Catherine Hilton), Elliott Reid (Frank Haines)

## Whisper of Evil
- Prima televisiva: 3 giugno 1959

### Trama
- Interpreti: John Beal (Steven Barlow), Barbara Dana (Laura Vining), Nina Foch (Grace Barlow), Tom Gorman (poliziotto), Chester Morris (Henry Vining), Jada Rowland (Sally), Ruth White (Mrs. Vining)

## No Leave for the Captain
- Prima televisiva: 17 giugno 1959

### Trama
- Interpreti: James Berwick (sergente Dartie), Geraldine Brooks (Gillian Harrison), Nicolas Coster, Maurice Evans (capitano George Kingston), Donald Moffat (tenente Jack Harrison), Guy Spaull (colonnello Samuel), Diana Van der Vlis (June Kingston)

## Apple of His Eye
- Prima televisiva: 1º luglio 1959

### Trama
- Interpreti: Eddie Albert (Sam Stover), Arlene Golonka (Nina Stover), Carol Lawrence (Lily Tobin), Frank McHugh (Tude Bowers), Arnold Merritt (Glen Stover), Polly Rowles (Stella Ames), Ruth White (Nettie Bowers)

## The Pink Burro
- Prima televisiva: 15 luglio 1959

### Trama
- Interpreti: Edward Andrews (Charlie Anders), Camilo Carrau (Pedro), Gene Hackman (Steve), June Havoc (Lil Anders), Jan Norris (Susie Anders), Marc Sullivan (Buff), Elizabeth Wilson (Grace Ferguson), Jane Withers (Zia Jan)

## Wish on the Moon
- Prima televisiva: 29 luglio 1959

### Trama
- Interpreti: Peter Brandon (Hal Peterson), Peggy Conklin (Miss Boyce), Joe De Santis (Mr. Albright), Peggy Ann Garner (Frances Barclay), William Gaxton (Barney Goodwyn), Grayson Hall (Secretary), Gerald Hiken (David Thorn), Emily Kimbrough (commentatore radio), Biff McGuire (Gil Wayne), Erin O'Brien (Olivia Beech)

## Seed of Guilt
- Prima televisiva: 12 agosto 1959

### Trama
- Interpreti: Patty Duke (Robin Kent), Katherine Meskill (Mrs. Palmer), Herbert Nelson (Jim Kent), Lois Nettleton (Jan Livingston), Betty Sinclair (Mary Jones), Gloria Vanderbilt (Myra Kent), Peggy Wood (Lillian Granet)

## A Taste of Champagne
- Prima televisiva: 26 agosto 1959

### Trama
- Interpreti: Hans Conried (Bert Hay), Alice Ghostley (Ida Routzeng), John McGovern (Henry Powers), Scott McKay (Jerry Frazer), Diana Millay (hostess), Monique van Vooren (Simone Durrell)